# Laasi
Laasi is een plaats in de Estlandse gemeente Hiiumaa, provincie Hiiumaa. De plaats heeft de status van dorp (Estisch: küla).
Laasi lag tot in oktober 2013 in de gemeente Kõrgessaare, daarna tot in oktober 2017 in de gemeente Hiiu en sindsdien in de fusiegemeente Hiiumaa.

## Bevolking
Het dorp had 5 inwoners op 31 december 2011 en 7 inwoners op 31 december 2021.

## Ligging
De plaats ligt aan de zuidkust van het schiereiland Kõpu, aan de Baai van Mardihansu (Estisch: Mardihansu laht). De kuststrook ligt in het natuurgebied Suureranna hoiuala (247 ha).

## Geschiedenis
Laasi werd voor het eerst genoemd in 1726 onder de naam Lase Tönnisse Michel, een boerderij op het landgoed van Hohenholm (Kõrgessaare). In 1913 werd de plaats onder de naam Laasi genoemd als dorp.
Rond 1950 werd het buurdorp Viita bij Laasi gevoegd. Tussen 1977 en 1997 hoorde Laasi bij het buurdorp Suureranna. Toen het in 1997 weer een zelfstandig dorp werd, werd ook Viita als dorp hersteld.